# إيدي النسر
إيدي النسر (بالإنجليزية: Eddie the Eagle)‏ هو فيلم سيرة حياة شخصية رياضي ألماني بريطاني أمريكي تم إنتاجه في سنة 2016، الفيلم تم إخراجه عن طريق ديسكتر فليتشر وبطولة تارون إيجرتون هيو جاكمان وكريستوفر واكن وإيريس بيربن وجيم برودبنت، قصة الفيلم تتكلم عن المتزلج البريطاني إدي إدواردز " النسر" في محاولته الأولى لتمثيل بريطانيا، تم توزيع الفيلم عن طريق تونتيث فوكس سينتشوري.

## البطولة
- تارون إيغرتون بدور إدي إدواردز " النسر"
- توم كوستيو بدور إيدي إدواردس بعمر ال10 سنوات
- جاك كوستيو بدور إيدي إدواردس بعمر 15 سنة
- هيو جاكمان بدور برونسون بيري
- كريستوفر واكن بدور وورين شارب
- إيريس بيربن بدور بيترا
- مارك بينتون بدور ريتشموند
- كيث ألين بدور تيري
- جو هارتلي بدور جانيت إدواردس
- تيم مكأينري بدور دستن تارغت
- إدفن أندريه بدور ماتي نوكانن
- مارك بنيامين بدور لارس هولبين
- جيم برودبينت بدور مراسل بي بي سي
- دانييل إنغس بدور زاك
- رون تيمتي بدور المدرب النرويجي تيمتي

## وصلات خارجية
- إيدي النسر على موقع IMDb (الإنجليزية)
- إيدي النسر على موقع ميتاكريتيك (الإنجليزية)
- إيدي النسر على موقع روتن توميتوز (الإنجليزية)
- إيدي النسر على موقع نتفليكس (الإنجليزية)
- إيدي النسر على موقع قاعدة بيانات الأفلام العربية
- إيدي النسر على موقع ألو سيني (الفرنسية)
- إيدي النسر على موقع Turner Classic Movies (الإنجليزية)
- إيدي النسر على موقع أول موفي (الإنجليزية)
- إيدي النسر على موقع بوكس أوفيس موجو (الإنجليزية)
- إيدي النسر على موقع فيلمافينيتي (الإسبانية)
- إيدي النسر على قاعدة بيانات الأفلام على الإنترنت